# Sociedade União 1º Dezembro (femminile)
Il Sociedade União 1º Dezembro femenino, noto semplicemente come 1º Dezembro è stata una squadra di calcio femminile, sezione femminile dell'omonimo club portoghese con sede a Sintra.
Formazione istituita nel 1995, durante la sua attività sportiva ha conquistato 12 campionati nazionali, di cui 11 consecutivi, e sette Coppe del Portogallo, stabilendo inoltre, tra maggio 2006 e novembre 2012, il primato di non aver subito una sconfitta per 140 incontri di campionato. La squadra è rimasta attiva fino all'estate 2014, quando il presidente della società Fernando Cunha dichiarò di essere costretto a sospenderne l'attività per problemi economici.

## Palmarès
- Campionato portoghese: 12

1999-2000, 2001-2002, 2002-2003, 2003-2004, 2004-2005, 2005-2006, 2006-2007, 2007-2008, 2008-2009, 2009-2010, 2010-2011, 2011-2012
- Coppa del Portogallo femminile: 7

2003-2004, 2005-2006, 2006-2007, 2007-2008, 2009-2010, 2010-2011, 2011-2012